# Na svoji strani
Na svoji strani je peti studijski album mariborske novovalovske skupine Lačni Franz, izdan pri založbi Helidon leta 1986. Leta 2001 je izšel ponatis na CD-ju, na katerem pa je bila pesem "Pepelka (Zadnji krik iz savane)" izpuščena. Album je bil leta 1998 uvrščen na 72. mesto lestvice 100 najboljših jugoslovanskih rock in pop albumov v knjigi YU 100: najbolji albumi jugoslovenske rok i pop muzike (na 81. mesto je uvrščen tudi Adijo pamet iz 1982).

## Seznam pesmi
Vso glasbo je napisal Zoran Predin, razen kjer je to navedeno. Vsa besedila je napisal Predin.
| Stran A | Stran A                                                        | Stran A    | Stran A |
| Št.     | Naslov                                                         | Glasba     | Dolžina |
| ------- | -------------------------------------------------------------- | ---------- | ------- |
| 1.      | „Naj ti poljub nariše ustnice‟                                 |            | 4:08    |
| 2.      | „Na svoji strani‟                                              | Oto Rimele | 4:21    |
| 3.      | „Čustveno stanje mlade krave, druge največje slovenske živali‟ |            | 3:45    |
| 4.      | „Pepelka (Zadnji kriki iz savane)‟                             | Rimele     | 4:53    |

| Stran B | Stran B                     | Stran B           | Stran B |
| Št.     | Naslov                      | Glasba            | Dolžina |
| ------- | --------------------------- | ----------------- | ------- |
| 5.      | „Ko si rdeče zvezde šivala‟ | Zoran Stjepanovič | 3:15    |
| 6.      | „Naj kolje noč‟             |                   | 3:56    |
| 7.      | „Kandidati za čestitke‟     | Stjepanovič       | 3:06    |
| 8.      | „Nasvidenje na plaži‟       | Rimele            | 6:12    |

## Zasedba
| Lačni Franz - Zoran Predin – vokal - Mirko Kosi – klaviature - Oto Rimele – električna kitara, oblikovanje - Andrej Pintarič – bobni - Zoran Stjepanovič – bas kitara | Ostali - Milko Lazar – saksofon (5, 8) - Srečko Bohinec – akustična kitara (5, 7) - Varja Orlić (kot "Varja") – spremljevalni vokali - Andrej Veble (kot "dr. Andrej Veble") – spremljevalni vokali - Ferdo Razdevšek – spremljevalni vokali - Dragan Čačinović – snemanje |